# The World, the Flesh and the Devil
The World, the Flesh and the Devil er en britisk stumfilm fra 1914 af F. Martin Thornton.

## Medvirkende
- Frank Esmond som Nicholas Brophy
- Stella St. Audrie som Caroline Stanger
- Wellington Briggs som Sir James Hall
- Charles Carter som Rupert Stanger / Dyke
- Rupert Harvey som Robert Hall